# كلاركسون نوت بوتر
كلاركسون نوت بوتر (بالإنجليزية: Clarkson Nott Potter) (25 أبريل 1825-23 يناير 1882) محامي وسياسي من ولاية نيويورك في الولايات المتحدة الأمريكية، خدم في مجلس النواب الأمريكي.

## الحياة السابقة
ولد بوتر في مدينة شينيكتادي، نيويورك في 25 أبريل 1825. كان الأكبر بين أخواته (ستة أولاد وفتاة واحدة) والدته تدعى ني نوت بوتر (1799-1839) ووالده الأسقف ألونزو بوتر (1800-1865) من بنسلفانيا. بعد وفاة والدته في أبريل 1839 بسبب المضاعفات الناجمة عن ولادة طفلها السابع (ابنتها الوحيدة)، تزوج والده في عام 1840 (من ابنة عم والدته سارة بنديكت) وأنجب ثلاثة أطفال آخرين، جميعهم من الأولاد. توفيت سارة في عام 1864 وتزوج والده للمرة الثالثة من فرانسيس سيتون، قبل ثلاثة أشهر فقط من وفاته في يوليو 1865.
كان من بين أشقائه الأخوة هوارد بوتر ويعمل مصرفي في مدينة نيويورك، روبرت براون بوتر وهو جنرال في الحرب الأهلية الأمريكية (الذي منحه منزلًا يُعرف باسم «الصخور» في نيوبورت، رود آيلاند)، وإدوارد تاكرمان بوتر وهو المهندس المعماري الذي صمم نصب نوت التذكاري في كلية يونيون، وهنري كودمان بوتر الذي خلف هوراشيو بوتر في منصب أسقف نيويورك في عام 1887، وإيليفاليت نوت بوتر الذي شغل منصب رئيس كلية الاتحاد وكلية هوبارت، وويليام أبليتون بوتر (1842- 1909) وهو أيضًا مهندس معماري صمم كنيسة الرؤساء في إلبيرون، نيو جيرسي.
كانت والدته الابنة الوحيدة لإيليفاليت نوت التي عملت كرئيسة لكلية يونيون منذ فترة طويلة. وكان أجداده من الأب، جوزيف بوتر وآن براون (ني نايت) بوتر، وكان عمه هوراشيو بوتر أسقف أبرشية نيويورك الأسقفية.
تخرج بوتر من كلية يونيون في عام 1842، وأكمل تعلميه كمهندس مدني في معهد رينسيلار للفنون التطبيقية في عام 1843.

## المسار المهني والوظيفي
بعد تأهيله كمهندس مدني، انتقل بوتر إلى ولاية ويسكونسن الأمريكية، حيث عمل كمهندس. درس بوتر القانون بعد ذلك، وتم قبوله في نقابة المحامين عام 1846 وعاد إلى نيويورك حيث بدأ ممارسة القانون في مدينة نيويورك. في عام 1868، تم انتخابه كديمقراطي لتمثيل المنطقة العاشرة في نيويورك في الكونغرس 41 للولايات المتحدة. أعيد انتخابه في المؤتمرين 42 و43، وهي الفترة الأخيرة من الدائرة 11، وخدم من 4 مارس 1869 إلى 3 مارس 1875. ولم يرشح نفسه لإعادة انتخابه عام 1874.
في عام 1876، انتخب بوتر مرة أخرى لمجلس النواب، ومثل المنطقة الثانية عشرة في نيويورك في الكونغرس الخامس والأربعين، من 4 مارس 1877 إلى 3 مارس 1879. خلال هذه الفترة تم تعيين بوتر رئيسًا للجنة السكك الحديدية في المحيط الهادئ. ولم يرشح نفسه لإعادة انتخابه عام 1878. كان بوتر رئيسًا لاتفاقيات ولاية نيويورك الديمقراطية في عامي 1875 و 1877، وكان مندوبًا في الاتفاقيات الوطنية الديمقراطية في عامي 1872 و1876. سعى دون جدوى لمنصب نائب حاكم نيويورك عام 1879.
من عام 1863 إلى عام 1882، كان بوتر مديرا لكلية يونيون. وكان رئيسًا لنقابة المحامين الأمريكيين من عام 1881 حتى وقت وفاته في يناير 1882.

## الحياة الشخصية
في عام 1851، تزوج بوتر من فرجينيا ميتشل (1827-1890) من فيلادلفيا، ابنة ماثيو ولويزا (ني كيد) ميتشل. امتلك منزلًا ريفيًا يُعرف باسم "Nutwood" على بعد ميلين من كنيسة القديس بوملس الأسقفية في نيو روتشيل، ويطل على نهر لونغ آيلاند ساوند. أنجبا:
- ماريا لويزا بوتر (1855-1882) [9] التي تزوجت جوزيف ليزلي كوتون من بوسطن عام 1881.[8] بعد وفاتها تزوج زوجها من الفنانة مارييت ليزلي كوتون.[10]
- فيرجينيا بوتر (1857-1937) التي لم تتزوج، أسست عدة فنادق مستقلة للنساء في نيويورك.[11]
- هوارد نوت بوتر (1859-1937)، مهندس معماري معروف بتصميمه للكنائس. تزوج من ابنة عمه الأولى هيلين بوتر وهي ابنة زميله المعماري إدوارد تاكرمان بوتر.[12]
- إليانور بوتر (1862).[13]
- كلاركسون ألونزو بوتر (1870 - 1936).[11][14]

توفي بوتر في مدينة نيويورك في 23 يناير 1882. وأقيمت له جنازة في كنيسة جريس في نيو روشيل. ودُفن في مقبرة فالي في شينيكتادي. تم تقسيم ممتلكاته التي تقدر بأكثر من مليون دولار بين زوجته وأولاده.

## روابط خارجية
- دخول كلاركسون نوت بوتر في المقبرة السياسية
- كلاركسون نوت بوتر على موقع فايند أغريف
- كلاركسون نوت بوتر at the Biographical Directory of the United States Congress